# Římskokatolická farnost Brodek u Prostějova
Římskokatolická farnost Brodek u Prostějova je územní společenství římských katolíků v  prostějovského děkanátu olomoucké arcidiecéze s farním kostelem Povýšení svatého Kříže.

## Historie
První písemná zmínka o obci pochází z roku 1278. Původně spadal Brodek pod faru v Otaslavicích. Současný kostel byl postaven v první čtvrtině 18. století, benedikován byl roku 1721.

## Duchovní správci
Od července 2016 je administrátorem excurrendo R. D. Mgr. Pavel Šíra.

## Bohoslužby
| Kostel                 | Místo               | Bohoslužba (den)      | Hodina     | Poznámka     |
| ---------------------- | ------------------- | --------------------- | ---------- | ------------ |
| Povýšení svatého Kříže | Brodek u Prostějova | neděle pondělí středa | 7.30 16.10 | Farní kostel |